# درگیری بین شورشیان در طول جنگ داخلی سوریه
درگیری بین شورشیان در طول جنگ داخلی سوریه در تمام مدت جنگ داخلی سوریه ادامه داشته است به گونه‌ای که جناح‌های مختلف اپوزیسیون سوریه و ارتش آزاد سوریه با یکدیگر جنگیده‌اند. در این میان اتحادهای متغیری بین گروه‌های اسلام‌گرای مختلف از جمله جبهه النصره، احرار الشام، جیش الاسلام و جبهه اسلامی شکل گرفته است.

## پس زمینه

### درگیری ارتش آزاد سوریه و جبهه النصره
در تاریخ ۲۶ ژوئیه ۲۰۱۲ نیروهای ارتش آزاد سوریه به یک پایگاه در نزدیکی یک گذرگاه مرزی با ترکیه در شمال سوریه حمله کردند. این پایگاه توسط ۴۰ جنگجوی خارجی القاعده اداره می‌شد و جان کانتلی و چندین روزنامه‌نگار دیگر را در اسارت داشت. روزنامه‌نگاران در جریان این درگیری‌ها موفق به فرار به سمت گذرگاه مرزی شدند، اما جنگجویان القاعده به سمت آن‌ها شلیک کردند.
ارتش آزاد سوریه در سال ۲۰۱۳ در موارد مختلفی با جبهه النصره درگیر شد. در ماه مارس ۲۰۱۳ جبهه النصره یک ایست بازرسی ایجاد کرد و ۳۳ نفر از نیروهای تیپ فاروق را در تل ابیض دستگیر کرد. درگیری‌های میان این دو گروه منجر به زخمی شدن فرمانده تیپ فاروق ابوعزام شد. او و دیگر شورشیان زخمی برای درمان به بیمارستانی در شانلی‌اورفه ترکیه منتقل شدند. هفته بعد ۳۳ اسیر فاروق آزاد شدند و گذرگاه مرزی مجدداً باز شد.

## جدول زمانی درگیری‌ها

### درگیری القاعده و ارتش آزاد سوریه (۲۰۱۴–۲۰۱۷)

#### درگیری جبهه النصره و جنبش حزم
در اکتبر ۲۰۱۴ جبهه النصره همراه با جندالاقصی با جبهه انقلابیون سوریه در ادلب درگیر شد. همزمان جبهه النصره به جنبش حزم در حلب نیز حمله کرد.
در ژانویه ۲۰۱۵ درگیری‌های میان جنبش حزم و جبهه النصره از حلب به ادلب گسترش یافت.

### جنوب سوریه
اگرچه جبهه جنوبی ارتش آزاد سوریه مدت‌ها با القاعده علیه دولت سوریه همکاری کرده بود، اما در سال ۲۰۱۴ تنش‌های ایدئولوژیک میان برخی جناح‌های آن آغاز شد. احمد النعمه شورای نظامی درعا را تشکیل داد و متعاقباً توسط جبهه النصره دستگیر و شکنجه شد. جبهه النصره تهدید کرد که هر عضو این ائتلاف جدید را بازداشت خواهد کرد.
در جریان حمله قنیطره (ژوئن ۲۰۱۵) جبهه جنوبی هرگونه همکاری با جبهه النصره را رد کرد. ازاین‌رو ارتش فتح به‌طور جداگانه در این عملیات شرکت کرد.
در حمله قنیطره (اکتبر ۲۰۱۵) هم جیش‌الفتح و هم جبهه جنوبی ادعا کردند که تپه سازمان ملل را در این منطقه تصرف کرده‌اند. در همان ماه، جبهه جنوبی و جبهه النصره در درعا درگیر شدند.
در اواخر ژوئیه ۲۰۱۶ جبهه النصره با لژیون الرحمن در زملکا در مرکز استان ریف دمشق بر سر اختلافی در مورد اینکه چه کسی نماز جمعه را در یکی از مساجد شهر زملکا اقامه کند، درگیر شد.

#### استان ادلب
در ۲۲ دسامبر ۲۰۱۵ جبهه النصره به مقر تیپ مرکزی در گذرگاه مرزی باب‌الهوی حمله کرد که منجر به درگیری‌هایی شد. این درگیری‌ها با مداخله احرار الشام متوقف شد.
در مارس ۲۰۱۶، چندین تظاهرات و اعتراضات طرفدار ارتش آزاد سوریه علیه دولت سوریه در سراسر مناطق تحت کنترل شورشیان در سوریه برگزار شد. جبهه النصره تلاش کرد این اعتراضات را در ادلب سرکوب کند. در پاسخ، تیپ ۱۳ ارتش آزاد سوریه به مقر جبهه النصره در معرة النعمان حمله کرد. جبهه النصره نیز با گلوله‌باران مقر تیپ ۱۳ در شهر پاسخ داد. سازمان دیدبان حقوق بشر سوریه ادعا کرد که جند الاقصی به این درگیری پیوست و برای حمایت از جبهه النصره ایست‌های بازرسی ایجاد کرد. طبق اعلام واحد رسانه‌ای تیپ ۱۳، مواضع آنها سقوط کرد و ۴ نفر از نیروهایشان کشته شدند.
در ۲۵ دسامبر ۲۰۱۶ دو فرمانده ارتش آزاد ادلب در معره ترور شدند. فعالان مخالف جندالاقصی را به انجام این ترور متهم کردند. روز بعد، جبهه النصره به خانه‌هایی در سراسر ادلب حمله کرد و ۱۶ جنگجوی ارتش آزاد ادلب از تیپ شاهین‌های کوهستان را دستگیر کرد. این شورشیان به اتهام مشارکت در مداخله نظامی ترکیه در سوریه دستگیر شدند.
در ۲۰ ژانویه ۲۰۱۷ درگیری‌های شدیدی بین ارتش مجاهدین و جبهه النصره در اتارب رخ داد. جبهه النصره همراه با جنبش نورالدین زنکی به جبهه شام در حریتان نیز حمله کردند. در همین حال، ارتش آزاد ادلب نیز در ادلب با جبهه النصره درگیر شد.
در ۵ آوریل ۲۰۱۷ خودرویی که دو فرمانده ارتش آزاد ادلب را حمل می‌کرد در نزدیکی خان‌السبل که به‌طور کامل تحت کنترل هیئت تحریر شام بود، هدف تیراندازی در یک ایست بازرسی قرار گرفت. در این تیراندازی دو جنگجوی ارتش آزاد سوریه از جمله یک فرمانده ارشد کشته شدند.
در ۴ ژوئن پنج جنگجوی لژیون شام کشته و دو نفر زخمی شدند، پس از آنکه خودروی آنها با یک بمب کنارجاده‌ای برخورد کرد.
از ۶ تا ۸ ژوئن، درگیری‌هایی میان تحریر الشام و لژیون شام در معرة النعمان رخ داد. تیپ ۱۳ و پلیس آزاد در تاریخ ۸ ژوئن به این درگیری‌ها پیوستند. تا عصر ۸ ژوئن، هیئت تحریر شام هم مقر تیپ ۱۳ و هم مقر لژیون شام را در معرة النعمان تصرف کرد و سرهنگ تیسر السمحی، برادر سرهنگ علی السمحی و رئیس پلیس آزاد در این شهر را کشت. در ۹ ژوئن تحریر الشام پایان عملیات خود علیه ارتش آزاد سوریه را اعلام کرد و کنترل کامل شهر را به دست گرفت. همان روز یک توافق آتش‌بس میان ارتش آزاد ادلب و تحریر الشام در شهر امضا شد و تحریر الشام دستور انحلال تیپ ۱۳ را صادر کرد.

### درگیری احرار الشام، جیش الاسلام و القاعده (۲۰۱۶–۲۰۱۷)
در ۱۷ مارس ۲۰۱۶ اعضای جندالاقصی تلاش کردند در خیمه‌ای در شهر سرمین، واقع در استان ادلب، مراسم عزاداری برای مرگ یکی از فرماندهان داعش برگزار کنند. جنگجویان احرار الشام وارد خیمه شدند و آن‌ها را مجبور به پایان مراسم کردند که منجر به درگیری مسلحانه بین دو گروه شد. در پاسخ، جنگجویان جند الاقصی ایست‌های بازرسی در شهر ایجاد کردند و قصد دستگیری اعضای احرار الشام را داشتند.
در همان روز یا روز بعد، ابوسکر، یکی از فرماندهان جبهه النصره که به خاطر خوردن قلب یک سرباز سوری در سال ۲۰۱۳، زمانی که فرمانده تیپ فاروق بود شناخته می‌شد، در ایست بازرسی احرار الشام در جاده بین شهرهای سلقین و حارم متوقف شد. جنگجویان احرار الشام تلاش کردند او را دستگیر کنند، اما او مقاومت کرد و به سمت حارم رانندگی کرد که منجر به تعقیب توسط اعضای احرار شد. هنگامی که به شهر رسید، ابوسکر تلاش کرد اسلحه خود را بردارد و توسط تعقیب‌کنندگانش کشته شد.
در سپتامبر ۲۰۱۶، جند الاقصی در یک تلاش ناموفق برای ترور، یک فرمانده احرار الشام را در شهر اریحا زخمی کرد. در پاسخ، جنگجویان احرار الشام دو عضو جند الاقصی را کشتند و مقر جند الاقصی را در این شهر محاصره کردند. یک بمب‌گذار انتحاری جند الاقصی نیز خود را در مقر احرار منفجر کرد و سه نفر دیگر را کشت.
در اکتبر ۲۰۱۶ درگیری‌هایی بین دو گروه آغاز شد، زمانی که جند الاقصی تلاش کرد به خان شیخون حمله کند. ده‌ها جنگجو از هر دو طرف کشته شدند و گزارش‌هایی مبنی بر اسارت چندین جنگجوی احرار الشام منتشر شد. درگیری‌ها در سراسر استان ادلب تشدید شد و هر دو طرف یکدیگر را از چندین شهر و روستا بیرون راندند. در ۹ اکتبر، جند الاقصی از سه روستای دیگر در ادلب اخراج شد. همزمان، چندین گروه اسلام‌گرای دیگر از جنگجویان این سازمان خواستند تا آن را ترک کنند. گزارش‌ها حاکی از آن است که این گروه با بیعت به جبهه فتح الشام پیوست، که اعلام کرد جند الاقصی برای پایان دادن به درگیری‌های داخلی میان گروه‌های شورشی، به صفوف آن می‌پیوندد.
در ۴ دسامبر ۲۰۱۶ طی هفدهمین حمله به حلب، جبهه النصره با حمایت گردان‌های ابو عماره به انبارهای تحت کنترل جیش الاسلام در جنوب شرقی حلب که در دست شورشیان بود، حمله کرد. آن‌ها دو جنگجوی جیش الاسلام، از جمله یک فرمانده، را به اسارت گرفتند.
در ژانویه ۲۰۱۷ جبهه النصره چندین حمله هماهنگ علیه مقرها و مواضع احرار الشام در شمال استان ادلب، نزدیک گذرگاه مرزی باب الهوی انجام داد. همچنین، جبهه النصره به پایگاه‌های احرار الشام در درکوش و جسر الشغور حمله کرد.
بین ۲۶ آوریل تا ۱ مه ۲۰۱۷، بیش از ۹۵ شورشی در جریان درگیری‌های بین جیش الاسلام، تحریر الشام و لژیون الرحمن کشته شدند. جنگجویان جیش الاسلام به سوی تظاهرکنندگانی که خواستار پایان درگیری‌ها بودند، تیراندازی کردند. این درگیری‌ها منجر به پیشروی ارتش سوریه در شرق دمشق شد.
در ۲۹ مه، گزارش شد که احرار الشام حداقل شش جنگجوی تحریر الشام را پس از اسارت در جنوب استان ادلب اعدام کرد.
بین ۱۴ تا ۲۳ ژوئیه ۲۰۱۷، درگیری‌هایی بین تحریر الشام و احرار الشام در منطقه ادلب رخ داد که منجر به تصرف کامل شهر ادلب و چندین شهر دیگر در استان توسط تحریر الشام شد.

### درگیری ارتش آزاد سوریه و جبهه اسلامی (۲۰۱۳–۲۰۱۷)

#### باب الحوا
در دسامبر ۲۰۱۳ جبهه اسلامی، که عمدتاً متشکل از احرار الشام بود، چندین پایگاه را در گذرگاه مرزی باب الهوی از شورای عالی نظامی تصرف کرد و پرچم‌های انقلابی ارتش آزاد سوریه را پایین کشید. جنگجویان اسلام‌گرا تعدادی از نگهبانان شورای عالی نظامی را به اسارت گرفتند و هزاران سلاح سبک و مهمات را ضبط کردند. در نتیجه، جبهه اسلامی از شورای عالی نظامی خارج شد.

#### شمال حلب
در اوت ۲۰۱۴، ۸۰۰ جنگجو از جبهه اسلامی به گروه‌های ارتش آزاد سوریه در استان‌های شمالی و شرقی حلب پیوستند. این جداشدگان، اقدامات اسلام‌گرایانه و فرقه‌گرایانه جبهه اسلامی، به‌ویژه علیه مسیحیان و علویانی که در ابتدا از مخالفان حمایت می‌کردند، را محکوم کردند.
در اواخر نوامبر ۲۰۱۵، درگیری‌هایی بین جیش الثوار با حمایت یگان‌های مدافع خلق و اتاق عملیات مارع که تحت تسلط ارتش آزاد سوریه بود و از سوی احرار الشام و جبهه النصره حمایت می‌شد، در استان شمالی حلب رخ داد. با این حال، هم یگان‌های مدافع خلق و هم جبهه النصره دخالت در این درگیری را انکار کردند.
در دسامبر همان سال، درگیری‌ها بین نیروهای دموکراتیک سوریه، که عمدتاً از یگان‌های مدافع خلق و ارتش انقلابیون تشکیل شده بود، و اتاق عملیات مارع در شمال حلب تشدید شد. اتاق عملیات مارع از جیش الثوار خواست تا از نیروهای دموکراتیک سوریه خارج شده و روابط خود را با حزب اتحاد دموکراتیک قطع کند، در حالی که نیروهای دموکراتیک سوریه، اتاق عملیات مارع را به رهبری احرار الشام و النصره متهم کردند.
در ۲۶ مارس ۲۰۱۶، احرار الشام به گروه‌های کردی مخالف یگان‌های مدافع خلق لواء احفاد صلاح‌الدین دستور داد پرچم کردستان را از پست‌های خود پایین بیاورند و در صورت عدم اجرا، آن‌ها را به اقدام نظامی تهدید کرد. با این حال، فرمانده لواء احفاد صلاح‌الدین وقوع این حادثه را انکار کرد و احرار الشام را متحد خود دانست.
در ۲۷ سپتامبر ۲۰۱۶، تعدادی از جنگجویان احرار الشام در شهر اعزاز، به‌طور علنی پرچم ارتش آزاد سوریه را سوزاندند. سخنگوی احرار الشام دخالت در این ماجرا را انکار کرد، اما این حادثه باعث تظاهرات طرفداران ارتش آزاد سوریه در شهر شد.

#### ریف دمشق
در اوایل مارس ۲۰۱۶ جیش الاسلام با لژیون الرحمن در زملکا، منطقه مرکزی ریف دمشق، درگیر شد. این گروه‌ها برای کنترل یک ساختمان در حومه شهر جنگیدند که در نهایت منجر به اخراج جیش الاسلام از ساختمان و خیابان‌ها توسط لژیون الرحمن شد. این دو گروه همچنین بر سر جذب نیرو از اتحادیه اسلامی اجناد الشام درگیر شدند. در ۲۸ آوریل، لژیون الرحمن با حمایت جبهه النصره و احرار الشام به جیش الاسلام در غوطه شرقی حمله کرد، اما احرار الشام دخالت در این درگیری را انکار کرد. پس از این حمله، تیپ دفاع هوایی لژیون الرحمن به جیش الاسلام پیوست. تا ۱۷ می، بیش از ۵۰۰ جنگجو از دو طرف و ده‌ها غیرنظامی در درگیری‌های غوطه شرقی کشته شدند.
۱۲۰ جنگجوی احرار الشام در ۶ اوت ۲۰۱۷ در عربین به لژیون الرحمن پیوستند پس از اختلافات داخلی. احرار الشام لژیون الرحمن را به مصادره سلاح‌هایشان متهم کرد، در حالی که لژیون الرحمن احرار الشام را به تلاش برای اجرای «تجربه شکست‌خورده» خود از شمال سوریه در غوطه شرقی متهم کرد. گفته می‌شود تحریر الشام در این درگیری‌ها طرف احرار الشام را علیه لژیون شام گرفت. توافق آتش‌بس بین لژیون الرحمن و احرار الشام در ۹ اوت به اجرا درآمد.

#### منطقه ادلب بزرگ
در ۲ نوامبر ۲۰۱۶، در جریان حمله به حلب، جنگجویان اتحاد فستقم یکی از فرماندهان نظامی حرکت نورالدین زنکی را اسیر کردند. در پاسخ، جنگجویان حرکت زنکی به مقر اتحاد فستقم در منطقه صلاح‌الدین حلب حمله کردند. در این حمله حداقل یک شورشی کشته و بیش از ۲۵ نفر از دو طرف زخمی شدند. روز بعد، جبهه الشامیه و گردان‌های ابوعماره گشت‌زنی در خیابان‌ها را برای بازداشت شورشیان درگیر در این درگیری‌ها آغاز کردند. حداقل ۱۸ شورشی در این درگیری‌ها کشته شدند. حرکت زنکی و گردان‌های ابوعماره در نهایت تمام مواضع اتحاد فستقم را در شرق حلب تصرف کردند. ده‌ها شورشی از این گروه یا تسلیم شدند، یا به احرار الشام پیوستند یا متواری شدند.
با وجود پیوستن اکثر اعضای اتحاد فستقم به احرار الشام در ژانویه ۲۰۱۷، تعدادی از بازماندگان این گروه باقی ماندند. در ۱۱ می ۲۰۱۷، فرمانده نظامی سابق این گروه، ابوحسنین، پس از آمدن از الباب برای یک جلسه به ادلب دعوت شد. پس از رسیدن به ادلب، او توسط احرار الشام دستگیر شد. سپس احرار الشام از بازماندگان اتحاد فستقم خواست تا سلاح‌های خود را تحویل دهند که منجر به درگیری شد. کمتر از یک ساعت بعد، مقر اتحاد فستقم توسط احرار الشام تصرف شد. این حادثه به عنوان «میخ آخر بر تابوت» این گروه توصیف شد.
در ۸ اوت ۲۰۱۷، درگیری‌هایی بین لژیون شام و تیپ آزادی اسلامی در کوه‌های ترکمان در حومه شمالی لاذقیه رخ داد.

### درگیری بین گروه‌های ارتش آزاد سوریه

#### درگیری داخلی در ارتش ملی سوریه
در ۱۴ نوامبر ۲۰۱۶، جبهه شامیه و لشکر سلطان مراد در گذرگاه مرزی اعزاز با کیلیس ترکیه با یکدیگر درگیر شدند. احرار الشام و جنبش نورالدین زنکی، که پیش‌تر عضوی از جبهه شامیه بودند، به این درگیری پیوستند و رهبران جبهه شامیه را به «عمل کردن مانند باندهای تبهکار» متهم کردند.
در ۱۴ مه ۲۰۱۷، دو درگیری جداگانه در جرابلس و گندوره بین تیپ احرار الشرقیه و لشکر سلطان مراد و لژیون شام رخ داد. این درگیری‌ها با مداخله ارتش ترکیه متوقف شد.
در ۲۲ مه ۲۰۱۷، جبهه شامیه به لژیون شام در نزدیکی اعزاز حمله کرد. جبهه شامیه لژیون شام را به توطئه با جنبش نورالدین زنکی، که بخشی از تحریر الشام بود، متهم کرد. جبهه شامیه مقر لژیون شام را محاصره کرد، تعدادی از جنگجویان آن‌ها را اسیر کرد و چندین انبار مهمات را به تصرف خود درآورد. بین ۲۴ و ۲۵ مه پنج جناح ارتش آزاد سوریه، از جمله جبهه شامیه، تیپ حمزه، و لشکر سلطان مراد، حمله‌ای مشترک علیه تیپ شوالیه‌های انقلابی بین اعزاز و الراعی انجام دادند و بیش از ۲۰ نفر از جنگجویان آن‌ها را اسیر کردند و دست‌کم ۱۰ نفر را کشتند یا زخمی کردند. جناح‌های ارتش آزاد سوریه، تیپ شوالیه‌های انقلابی را به وابستگی به جنبش نورالدین زنکی و تحریر الشام و همچنین شرکت در قاچاق، غارت، اخاذی و سوءاستفاده از غیرنظامیان متهم کردند.

### درگیری داخلی احرار الشام و جیش الاسلام
۳۰ جنگجوی احرار الشام در نوامبر ۲۰۱۴ به مواضع جیش‌الاسلام در گذرگاه مرزی باب الحوا یورش بردند که باعث شد جنگجویان جی‌ای پست‌های خود را رها کرده و فرار کنند. گذرگاه بعداً به جیش الاسلام بازگردانده شد.

### درگیری جیش الفسطاط و جیش الاسلام
درگیری‌های داخلی غوطه شرقی (آوریل–مه ۲۰۱۶) یک درگیری مسلحانه میان ائتلاف شورشی جیش الفسطاط، متشکل از جبهه النصره و لژیون الرحمن، و گروه شورشی جیش الاسلام بود که در مناطق تحت کنترل شورشیان در شرق دمشق رخ داد. تنش‌ها میان این دو گروه از مارس ۲۰۱۶ آغاز شد، زمانی که لژیون الرحمن پس از جذب اتحاد اسلامی اجناد الشام در فوریه جیش الاسلام را از زملکا بیرون کرد.
درگیری‌های داخلی غوطه شرقی (آوریل–مه ۲۰۱۷) یک درگیری مسلحانه میان گروه‌های شورشی تحریر الشام (پیشتر جبهه النصره) و لژیون الرحمن از یک سو، و گروه شورشی جیش الاسلام از سوی دیگر بود که در مناطق تحت کنترل شورشیان در شرق دمشق رخ داد.

#### احرار الشام علیه جبهه النصره
درگیری‌های استان ادلب (ژانویه–مارس ۲۰۱۷) شامل رویارویی‌های نظامی میان جناح‌های شورشی به رهبری احرار الشام و متحدانش از یک سو، و جبهه فتح الشام (که بعدها به تحریر الشام تغییر نام داد) و متحدانش از سوی دیگر بود. پس از ۷ فوریه، این درگیری‌ها شامل جند الاقصی نیز شد که خود را به لیوا الاقصی تغییر نام داده بود و به سایر طرفین حمله می‌کرد. این نبردها در استان ادلب و حومه غربی استان حلب رخ داد.

### درگیری‌های بیشتر بین جبهه تحریر سوریه و جبهه ملی برای آزادی با هیئت تحریر شام

#### ۲۰۱۸
درگیری‌هایی میان تحریر الشام و جبهه آزادی سوریه در فوریه ۲۰۱۸ رخ داد، که جبهه آزادی توسط تیپ‌های صقور الشام حمایت می‌شد. در آوریل آتش‌بسی اعلام شد، اما تا آن زمان، جبهه آزادی و متحدانش توانسته بودند مناطق قابل‌توجهی را در استان‌های ادلب و حلب تصرف کنند.

#### ۲۰۱۹
با این حال، درگیری‌ها میان این دو گروه بار دیگر در ژانویه ۲۰۱۹ آغاز شد، زمانی که تحریر الشام شهر شمالی دار تعزه را تصرف کرد و به سمت محاصره پایگاه اصلی نورالدین زنکی (که بخشی از جبهه آزادی سوریه بود) در شرق شهر حلب پیشروی کرد.

### ارتش ملی سوریه
ارتش ملی سوریه که اغلب با نام ارتش آزاد سوریه تحت حمایت ترکیه شناخته می‌شود، تحت اشغال چهارساله ترکیه در شمال سوریه فعالیت می‌کند. این ارتش که ائتلافی از جناح‌های شورشی متعدد است، ساختارهای خود را حفظ کرده و تحت چتر ارتش ملی سوریه کار می‌کند. ارتش ملی سوریه به دلیل نقض حقوق بشر علیه غیرنظامیان (از جمله تصرف اموال) در مناطق تحت کنترل خود مورد انتقاد قرار گرفته است. جناح‌های مختلف آن نیز به‌طور متناوب با یکدیگر درگیر می‌شوند که اغلب باعث تلفات غیرنظامیان می‌شود. این درگیری‌ها معمولاً بر سر «غنایم جنگی» یا منابع دیگر درآمد، مانند کنترل گذرگاه‌های مرزی، رخ می‌دهد. تهدیدات ترکیه مبنی بر قطع حقوق‌ها برای بازگرداندن نظم میان جناح‌ها استفاده می‌شود. این درگیری‌های داخلی یکی از دلایلی بوده که باعث شده برخی از حامیان پیشین ارتش ملی سوریه به مناطق تحت کنترل رژیم بازگردند و برخی از جنگجویان ارتش ملی سوریه تسلیم نیروهای دموکراتیک سوریه شوند.